# José Ramón Rodil

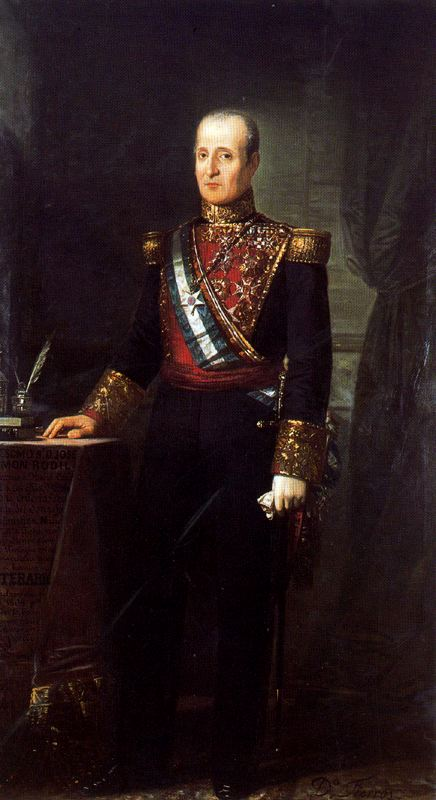
General José Ramón Rodil

José Ramón Rodil y Campillo, (Santa María de Trovo, 5 februari, 1789 - Madrid, 20 februari, 1853) var en spansk general och statsman, född i Santa María del Trovo, i Galicienregionen. Efter att först ha studerat juridik vid universitetet i Santiago de Compostela, lät han sig värvas till den spanska armén och åkte till Peru 1817 som en av de utsedda officerare som skulle delta i striderna mot de perunska nationaliststyrkorna.

## Spanjorernas sista fäste i Peru
1824 tog han befälet för den sista spanska befästningen på peruanskt territorium, befästningen Real Felipe i Callao. Omringad av nationella styrkor under ledning av Simón Bolívar, vägrade Rodil att ge sig, fast skörbjugg och svält löpte amok bland det hundratal lojala soldater som bodde i befästningen. Till och med hans första löjtnant vände sig emot honom, och Rodil hade bara att ställa honom inför exekutionspatrullen. Han avrättade till och med sin egen kaplan, Pedro Marieluz, som vägrade avslöja detaljerna i de bikter han gett de dödsdömda.
Patrioterna, som var förtvivlade inför det spanska motståndet, hotade att vidta repressalier emot försvararna av Callao men beordrades tillbaka av Bolívar: "Heroism förtjänar inte bestraffning. Hur skulle vi inte ha applåderat Rodil om han varit en patriot!" Likväl visade sig till sist motståndet vara lönlöst, två av Rodils betrodda kamrater som hade befälet över andra fort nära och deras styrkor gav upp eller gick över till nationalistsidan, och avslöjade Rodils möjliga försvarsplaner. Den 23 januari, 1826, kapitulerade Rodil och tilläts vända tillbaka till Spanien.

## Återkomsten till Spanien och senare liv
Väl tillbaka i Spanien, blev Rodil mer respekterad än sina andra militärkollegor, som José de la Serna och José de Canterac, vilka hade besegrats i det tidigare slaget vid Ayacucho. Efter Ferdinand VII:s död, gav han sitt stöd till Isabella II i inbördeskriget mot carlisterna. Han blev senare vicekung av Navarra, som då ännu inte var fullt inkorporerat i det spanska kungadömet, och var regeringspresident för Spanien 1842. Han hade en personlig rivalitet med Baldomero Esparerto, som försökte beröva honom hans militära meriter. Rodil drog sig då tillbaka från den spanska politiken och dog vid en ålder av 64 år.